# Хорошавцева Ольга Миколаївна
Ольга Миколаївна Хорошавцева (рос. Ольга Николаевна Хорошавцева; нар. 24 серпня 1994, Ачинськ, Красноярський край) — російська борчиня вільного стилю, бронзова призерка чемпіонату світу, дворазова чемпіонка Європи, срібна та бронзова призерка Кубків світу. Майстер спорту Росії міжнародного класу з вільної боротьби.

## Життєпис
Боротьбою почала займатися з 2006 року.
У 2013 році стала бронзовою призеркою чемпіонатів Європи та чемпіонату світу серед юніорів.
Наступного року стала чемпіонкою Європи серед юніорів та перемогла на престижному турнірі Гран-прі «Іван Яригін». Того ж року посіла друге місце у чемпіонаті Росії та увійшла до складу збірної Росії.
У 2015 році здобула бронзову медаль чемпіонату Європи серед молоді та знову стала другою на чемпіонаті Росії.
У 2016 році Хорошавцева стала чемпіонкою Росії. Повторила цей успіх у 2018 та 2019 роках.
У 2019 році стала бронзовою призеркою чемпіонату світу. У сутичці за третє місце перемогла казахську спортсменку Марину Сєднєву.
У 2020 році стала чемпіонкою Європи, подолавши у фіналі українку Соломію Винник.
У 2021 році стала вдруге чемпіонкою Європи, подолавши у фіналі Марію Преволаракі з Греції.
Відібрана як «нейтральний» спортсмен для участі в Олімпіаді 2024 року в Парижі, однак підтримує агресивну війну, розв'язану РФ проти України, що заборонено правилами. Однак на Олімпіаду так і не поїхала.
Виступає за «Академію боротьби імені Д. Г. Міндіашвілі» Красноярськ. Тренер — Іван Єлгін.

## Спортивні результати на міжнародних змаганнях

### Виступи на Олімпіадах
| Змагання                    | Збірна                     | Вагова категорія          | Місце |
| --------------------------- | -------------------------- | ------------------------- | ----- |
| Літні Олімпійські ігри 2020 | Олімпійський комітет Росії | жіноча боротьба, до 53 кг | 10    |

### Виступи на Чемпіонатах світу
| Змагання                        | Збірна                               | Вагова категорія          | Місце  |
| ------------------------------- | ------------------------------------ | ------------------------- | ------ |
| Чемпіонат світу з боротьби 2018 | Росія                                | жіноча боротьба, до 57 кг | 16     |
| Чемпіонат світу з боротьби 2019 | Росія                                | жіноча боротьба, до 55 кг | Бронза |
| Чемпіонат світу з боротьби 2021 | ФСБР                                 | жіноча боротьба, до 55 кг | 5      |
| Чемпіонат світу з боротьби 2023 | індивідуальний нейтральний спортсмен | жіноча боротьба, до 57 кг | 28     |
| Чемпіонат світу з боротьби 2024 | індивідуальний нейтральний спортсмен | жіноча боротьба, до 55 кг | 11     |

### Виступи на Чемпіонатах Європи
| Змагання                         | Збірна | Вагова категорія          | Місце  |
| -------------------------------- | ------ | ------------------------- | ------ |
| Чемпіонат Європи з боротьби 2019 | Росія  | жіноча боротьба, до 57 кг | 18     |
| Чемпіонат Європи з боротьби 2020 | Росія  | жіноча боротьба, до 55 кг | Золото |
| Чемпіонат Європи з боротьби 2021 | Росія  | жіноча боротьба, до 53 кг | Золото |

### Виступи на Кубках світу
| Змагання                    | Збірна | Вагова категорія          | Місце  |
| --------------------------- | ------ | ------------------------- | ------ |
| Кубок світу з боротьби 2015 | Росія  | жіноча боротьба, до 53 кг | Срібло |
| Кубок світу з боротьби 2019 | Росія  | команда                   | 6      |
| Кубок світу з боротьби 2020 | Росія  | жіноча боротьба, до 55 кг | Бронза |

### Виступи на інших змаганнях
| Змагання                                                      | Збірна                               | Вагова категорія          | Місце  |
| ------------------------------------------------------------- | ------------------------------------ | ------------------------- | ------ |
| Гран-прі Німеччини з боротьби 2013                            | Росія                                | жіноча боротьба, до 55 кг | Срібло |
| Гран-прі «Іван Яригін» 2014                                   | Росія                                | жіноча боротьба, до 53 кг | 17     |
| Турнір Олександра Медведя 2014                                | Росія                                | жіноча боротьба, до 53 кг | 17     |
| Вогні Москви 2014                                             | Росія                                | жіноча боротьба, до 55 кг | Золото |
| Гран-прі «Іван Яригін» 2015                                   | Росія                                | жіноча боротьба, до 53 кг | Золото |
| Гран-прі Німеччини з боротьби 2015                            | Росія                                | жіноча боротьба, до 53 кг | 7      |
| Відкритий чемпіонат Польщі з боротьби 2015                    | Росія                                | жіноча боротьба, до 53 кг | 9      |
| Гран-прі «Іван Яригін» 2016                                   | Росія                                | жіноча боротьба, до 55 кг | 9      |
| Чемпіонат Росії з боротьби 2016                               | Росія                                | жіноча боротьба, до 55 кг | Золото |
| Гран-прі Іспанії з боротьби 2016                              | Росія                                | жіноча боротьба, до 55 кг | Золото |
| Гран-прі «Іван Яригін» 2018                                   | Росія                                | жіноча боротьба, до 57 кг | 5      |
| Турнір Дана Колова — Николи Петрова 2018                      | Росія                                | жіноча боротьба, до 57 кг | Срібло |
| Відкритий чемпіонат Монголії з боротьби 2018                  | Росія                                | жіноча боротьба, до 57 кг | Бронза |
| Відкритий чемпіонат Китаю з боротьби 2018                     | Росія                                | жіноча боротьба, до 57 кг | Срібло |
| Гран-прі Іспанії з боротьби 2018                              | Росія                                | жіноча боротьба, до 57 кг | Бронза |
| Чемпіонат Росії з боротьби 2018                               | Росія                                | жіноча боротьба, до 57 кг | Золото |
| Турнір Олександра Медведя 2018                                | Росія                                | жіноча боротьба, до 57 кг | Срібло |
| Гран-прі «Іван Яригін» 2019                                   | Росія                                | жіноча боротьба, до 57 кг | Срібло |
| Чемпіонат Росії з боротьби 2019                               | Росія                                | жіноча боротьба, до 57 кг | Золото |
| Турнір міста Сассарі з боротьби 2019                          | Росія                                | жіноча боротьба, до 57 кг | 5      |
| Турнір Яшара Догу 2019                                        | Росія                                | жіноча боротьба, до 57 кг | Бронза |
| Турнір Олександра Медведя 2019                                | Росія                                | жіноча боротьба, до 55 кг | Золото |
| Гран-прі «Іван Яригін» 2020                                   | Росія                                | жіноча боротьба, до 55 кг | Золото |
| Чемпіонат Росії з боротьби 2020                               | Росія                                | жіноча боротьба, до 55 кг | Золото |
| Відкритий чемпіонат Польщі з боротьби 2020                    | Росія                                | жіноча боротьба, до 55 кг | Золото |
| Олімпійський кваліфікаційний турнір з боротьби 2020 (Софія)   | Росія                                | жіноча боротьба, до 53 кг | Золото |
| Відкритий чемпіонат Польщі з боротьби 2021                    | Росія                                | жіноча боротьба, до 55 кг | Золото |
| Гран-прі «Іван Яригін» 2022                                   | Росія                                | жіноча боротьба, до 57 кг | Срібло |
| Турнір Яшара Догу 2022                                        | Федерація боротьби Росії             | жіноча боротьба, до 57 кг | 19     |
| Меморіал Імре Поляка та Яноша Варги 2023                      | індивідуальний нейтральний спортсмен | жіноча боротьба, до 57 кг | 8      |
| Меморіал Іона Корнеану і Ладислава Сімона 2023                | індивідуальний нейтральний спортсмен | жіноча боротьба, до 57 кг | Срібло |
| Турнір Дана Колова — Николи Петрова 2024                      | індивідуальний нейтральний спортсмен | жіноча боротьба, до 57 кг | Золото |
| Олімпійський кваліфікаційний турнір з боротьби 2024 (Баку)    | індивідуальний нейтральний спортсмен | жіноча боротьба, до 57 кг | 4      |
| Олімпійський кваліфікаційний турнір з боротьби 2024 (Стамбул) | індивідуальний нейтральний спортсмен | жіноча боротьба, до 57 кг | Золото |

### Виступи на змаганнях молодших вікових груп
| Змагання                                       | Збірна | Вагова категорія          | Місце  |
| ---------------------------------------------- | ------ | ------------------------- | ------ |
| Чемпіонат Європи з боротьби серед юніорів 2013 | Росія  | жіноча боротьба, до 55 кг | Бронза |
| Чемпіонат світу з боротьби серед юніорів 2013  | Росія  | жіноча боротьба, до 55 кг | Бронза |
| Чемпіонат Європи з боротьби серед юніорів 2014 | Росія  | жіноча боротьба, до 55 кг | Золото |
| Чемпіонат світу з боротьби серед юніорів 2014  | Росія  | жіноча боротьба, до 55 кг | 14     |
| Чемпіонат Європи з боротьби серед молоді 2015  | Росія  | жіноча боротьба, до 53 кг | Бронза |